# Superportaerei
(Slogan spesso utilizzato a proposito delle portaerei statunitensi.)

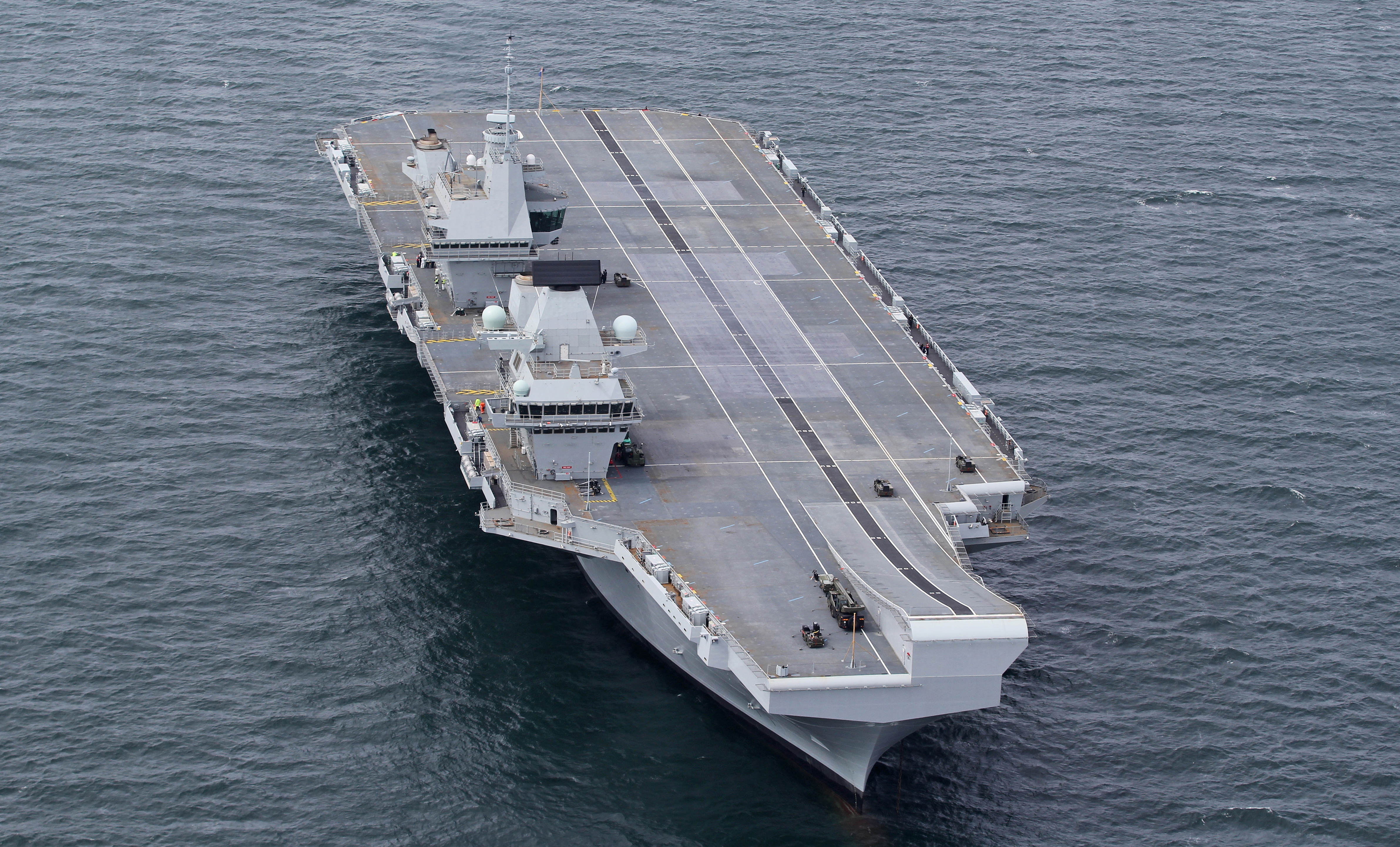
HMS Queen Elizabeth.

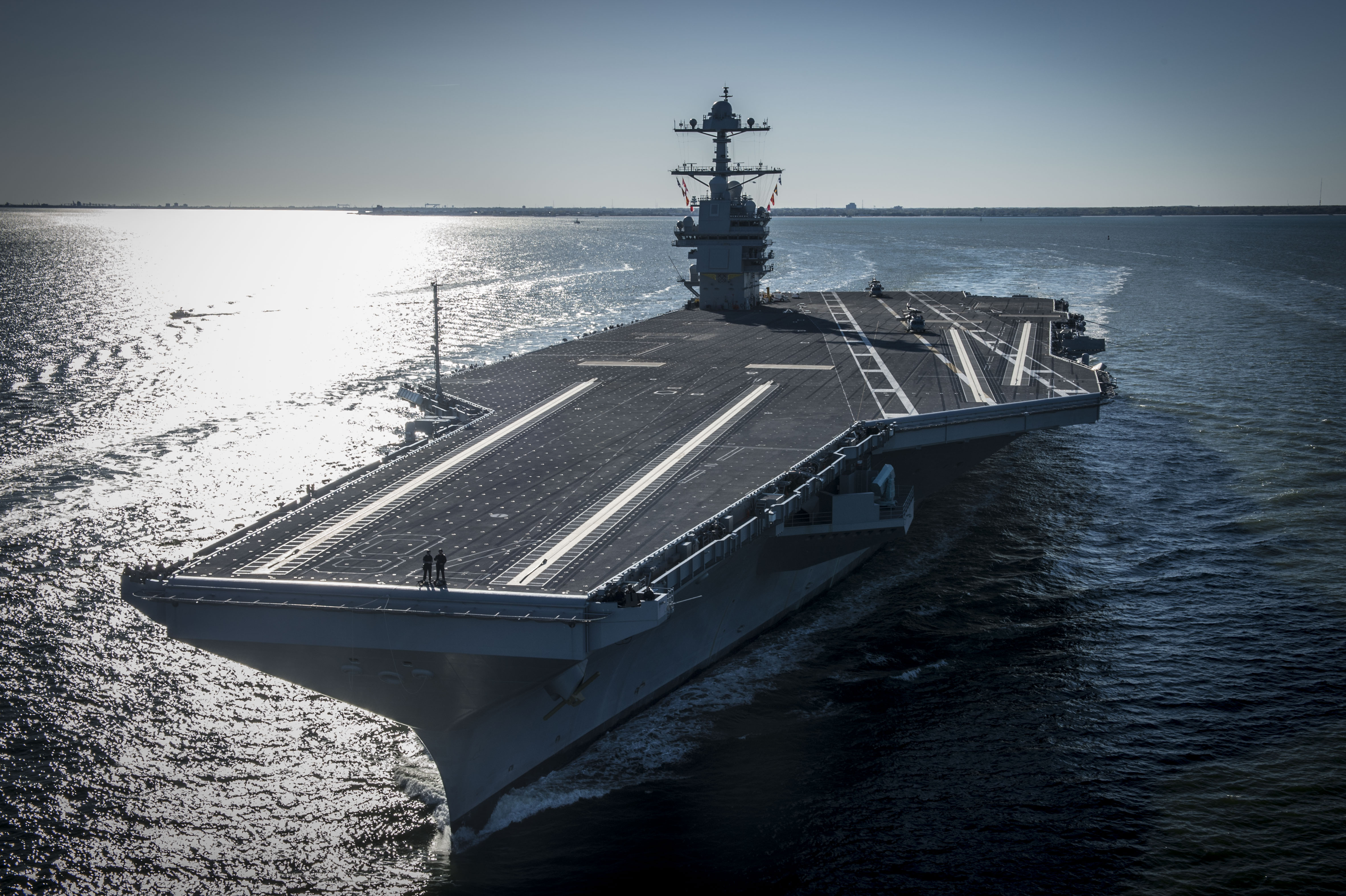
Classe Gerald R. Ford

Superportaerei (in inglese: supercarrier) è un termine non ufficiale per descrivere la tipologia più grande di portaerei, tipicamente quelle con un dislocamento superiore a 70 000 short ton (63 503 tonnellate; 62 500 long ton). Le superportaerei sono le più grandi navi da guerra mai costruite, più grandi della più grande corazzata mai prevista da qualsiasi paese. La Marina degli Stati Uniti ha dieci superportaerei attive nel 2016, mentre il Regno Unito ne ha due della classe Queen Elizabeth, entrate in servizio nel 2017 e nel 2019, la Russia e la Cina ne hanno una ciascuno della classe Admiral Kuznecov.
Al di fuori degli Stati Uniti, ci sono molte portaerei più leggere, vicine alle 30 000 short ton (27 200 tonnellate; 26 800 long ton), come il Cavour (550) in Italia. Alcuni paesi operano portaerei di medie dimensioni, di circa 46 000 short ton (41 700 tonnellate; 41 100 long ton), come la portaerei francese Charles de Gaulle.
Le superportaerei sono tra le più grandi navi da guerra mai costruite, anche se, in assoluto, esistono in esercizio navi di dimensioni maggiori, come la superpetroliera Seawise Giant (di 646 642 long ton (657 020 tonnellate; 724 240 short ton) di dislocamento a pieno carico) o navi portacontainer come Mærsk Mc-Kinney Møller.

## Storia
La prima nave ad essere descritta dal New York Times come una superportaerei fu la HMS Ark Royal, nel 1938, con una lunghezza di 685 piedi (209 m) e un dislocamento standard di 22 000 long ton (22 000 t; 25 000 short ton), progettata per trasportare 72 aerei. 
 
Nel 1943 il termine è stato impiegato per le portaerei della classe Midway da 45 000 long ton (45 722 tonnellate; 50 400 short ton) di dislocamento, le quali rappresentavano uno step superiore di rispetto alle portaerei della classe Essex da 27 000 long ton (27 433 tonnellate; 30 240 short ton) di dislocamento. 

La portaerei giapponese Shinano, varata nel 1944, è stata la prima portaerei con un dislocamento standard superiore a 65 000 tonnellate (63 973 long ton; 71 650 short ton).
Lo standard del dopoguerra per le superportaerei è stato fissato dal progetto della USS United States e dalla USS Forrestal. La USS Forrestal aveva un dislocamento standard di 60 000 long ton (60 963 tonnellate; 67 200 short ton) e di 78 000 long ton (79 252 tonnellate; 87 360 short ton) a pieno carico ed è considerata la prima superportaerei operativa secondo l'attuale senso, così come utilizzato dalla stampa statunitense. La USS United States, di dimensioni simili, sarebbe dovuta entrare in servizio prima se fosse stata completata; la sua cancellazione ha innescato la "rivolta degli ammiragli".
La portaerei nucleare sovietica Ul'janovsk da 73 400 tonnellate (72 241 long ton; 80 910 short ton) era di dimensioni paragonabili alle prime superportaerei statunitensi, ma era stata completata al 40% quando essa e la gemella furono cancellate negli anni '90, durante i tagli di finanziamento post-guerra fredda.
La Francia aveva in progetto una seconda portaerei – provvisoriamente chiamata porte-avions 2 – da 75 000 tonnellate (73 815 long ton; 82 673 short ton) destinata ad affiancare la Charles de Gaulle e derivata dal progetto britannico della classe Queen Elizabeth, tuttavia il progetto è stato dapprima congelato nel 2009 e infine cancellato nel 2013.
Nel 2017 il Regno Unito sta realizzando 2 superportaerei della classe Queen Elizabeth da 65 000 tonnellate (63 973 long ton; 71 650 short ton) di dislocamento, la prima delle due è in completamento e la seconda in costruzione.
Nel 2017 gli Stati Uniti stanno realizzando una nuova classe di 10 superportaerei chiamata classe Gerald R. Ford da 100 000 long ton (101 600 tonnellate; 112 000 short ton) di dislocamento, la prima è in completamento e sarà commissionata nel 2017, la seconda è in costruzione e sarà commissionata nel 2020 e la terza è già stata ordinata ed è previsto che sarà commissionata nel 2025.
Al 2017, la Cina, l'India e la Russia hanno in programma dei progetti di superportaerei, rispettivamente: Type 001A, Type 002 e Type 003, INS Vishal e Progetto 23000 Shtorm.

## Unità
| Nazione          | Anni      | Nome classe o unità        | Dislocamento a pieno carico                              | Note                                                                         |
| ---------------- | --------- | -------------------------- | -------------------------------------------------------- | ---------------------------------------------------------------------------- |
| Giappone         | 1944      | Shinano                    | 65 000 tonnellate (71 650 short ton; 63 973 long ton)    | 1 unità costruita, affondata                                                 |
| Stati Uniti      | 1955-1959 | classe Forrestal           | 82 300 tonnellate; 90 720 short ton (81 000 long ton)    | 4 unità costruite, tutte dismesse                                            |
| Stati Uniti      | 1961-1968 | classe Kitty Hawk          | 83 316 tonnellate; 91 840 short ton (82 000 long ton)    | 4 unità costruite, tutte dismesse                                            |
| Stati Uniti      | 1961      | USS Enterprise             | 94 781 tonnellate; 104 480 short ton (93 284 long ton)   | 1 sola unità costruita e dismessa, 5 altre unità ipotizzate ma cancellate    |
| Stati Uniti      | 1975-2009 | classe Nimitz              | 91 444 tonnellate; 100 800 short ton (90 000 long ton)   | 10 unità costruite, attive                                                   |
| Unione Sovietica | 1990-2012 | classe Admiral Kuznecov    | 61 390 tonnellate (67 671 short ton; 60 420 long ton)    | 2 unità costruite, attive                                                    |
| Stati Uniti      | 2017-20XX | classe Gerald R. Ford      | 101 600 tonnellate; 112 000 short ton (100 000 long ton) | 1 unità in completamento, 1 in costruzione, 1 ordinata e altre 7 pianificate |
| Regno Unito      | 2017-20XX | classe Queen Elizabeth     | 65 000 tonnellate (71 650 short ton; 63 973 long ton)    | 1 unità in completamento, 1 unità in costruzione                             |
| Cina             | 2018      | Shandong (CV-17) Type 001A | 70 000 tonnellate (77 162 short ton; 68 894 long ton)    | 1 unità costruita, attiva                                                    |

| Nazione | Anni | Nome classe o unità   | Dislocamento a pieno carico                                                  | Note        |
| ------- | ---- | --------------------- | ---------------------------------------------------------------------------- | ----------- |
| Cina    |      | (CV-18) Type 002      | 85 000 tonnellate (93 696 short ton; 83 658 long ton)                        | in progetto |
| Cina    |      | (CV-19) Type 003      | 110 000 tonnellate (121 250 short ton; 108 260 long ton)                     | in progetto |
| India   |      | INS Vishal            | 65 000 tonnellate (71 650 short ton; 63 973 long ton)                        | in progetto |
| Russia  |      | Progetto 23000 Shtorm | 90 000–100 000 tonnellate (99 208–110 230 short ton; 88 579–98 421 long ton) | in progetto |

| Nazione          | Anni | Nome classe o unità        | Dislocamento a pieno carico                           | Note                                                                          |
| ---------------- | ---- | -------------------------- | ----------------------------------------------------- | ----------------------------------------------------------------------------- |
| Stati Uniti      | 1949 | USS United States          | 84 332 tonnellate; 92 960 short ton (83 000 long ton) | 1 sola unità in costruzione ma non ultimata, altre 4 pianificate e cancellate |
| Regno Unito      | 1966 | aircraft carrier attack 01 | 63 000 tonnellate (69 446 short ton; 62 005 long ton) | 2 unità cancellate                                                            |
| Unione Sovietica | 1973 | progetto 1160 Orel         | 80 000 tonnellate (88 185 short ton; 78 737 long ton) | progetto cancellato                                                           |
| Unione Sovietica | 1978 | progetto 1153 Orel         | 72 000 tonnellate (79 366 short ton; 70 863 long ton) | progetto cancellato                                                           |
| Unione Sovietica | 1995 | classe Ul'janovsk          | 73 400 tonnellate (72 241 long ton; 80 910 short ton) | 2 unità parzialmente costruite e poi cancellate                               |
| Francia          | 2013 | porte-avions 2             | 75 000 tonnellate (82 673 short ton; 73 815 long ton) | 1 unità, progetto sospeso nel 2009 e cancellato nel 2013                      |